# Ауриго
Ауриго (итал. Aurigo) — коммуна в Италии, располагается в регионе Лигурия, в провинции Империя.
Население составляет 353 человека (2008 г.), плотность населения составляет 37 чел./км². Занимает площадь 9 км². Почтовый индекс — 18021. Телефонный код — 0183.
Покровителем коммуны почитается святой апостол Павел, празднование 29 июня.

## Демография
Динамика населения:

## Администрация коммуны
- Официальный сайт: